# 施拉滕塔尔
施拉滕塔尔是奥地利下奥地利州霍拉布伦县的一个市镇。总面积22.43平方公里，总人口894人，人口密度39.9人/平方公里（2005年）。